# Gerderest
Gerderest is een gemeente in het Franse departement Pyrénées-Atlantiques (regio Nouvelle-Aquitaine) en telt 108 inwoners (1999). De plaats maakt deel uit van het arrondissement Pau.

## Geografie
De oppervlakte van Gerderest bedraagt 6,5 km², de bevolkingsdichtheid is 16,6 inwoners per km².
De onderstaande kaart toont de ligging van Gerderest met de belangrijkste infrastructuur en aangrenzende gemeenten.

## Demografie
Onderstaande figuur toont het verloop van het inwonertal (bron: INSEE-tellingen).